# Pechbonnieu
Pechbonnieu település Franciaországban, Haute-Garonne megyében. Lakosainak száma 4792 fő (2022. január 1.). Pechbonnieu Labastide-Saint-Sernin, Castelginest, Gratentour, Montberon és Saint-Loup-Cammas községekkel határos.

## Népesség
A település népességének változása:
| Lakosok száma | 781  | 1535 | 1940 | 3601 | 4251 | 4416 | 4425 | 4544 | 4624 | 4792 |
|               | 1968 | 1982 | 1990 | 2006 | 2013 | 2015 | 2017 | 2019 | 2020 | 2022 |

## Műemlékek

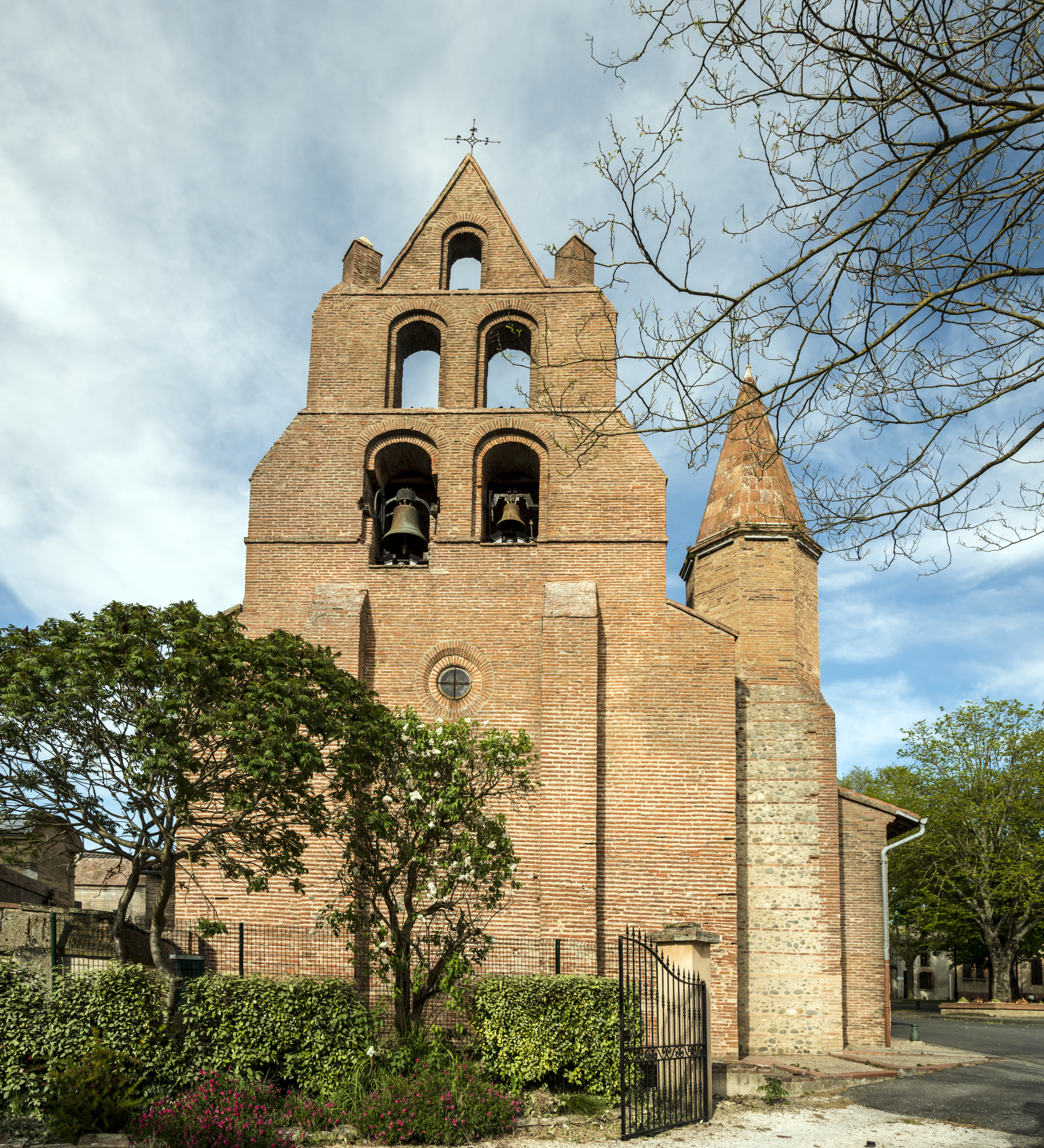
Templom
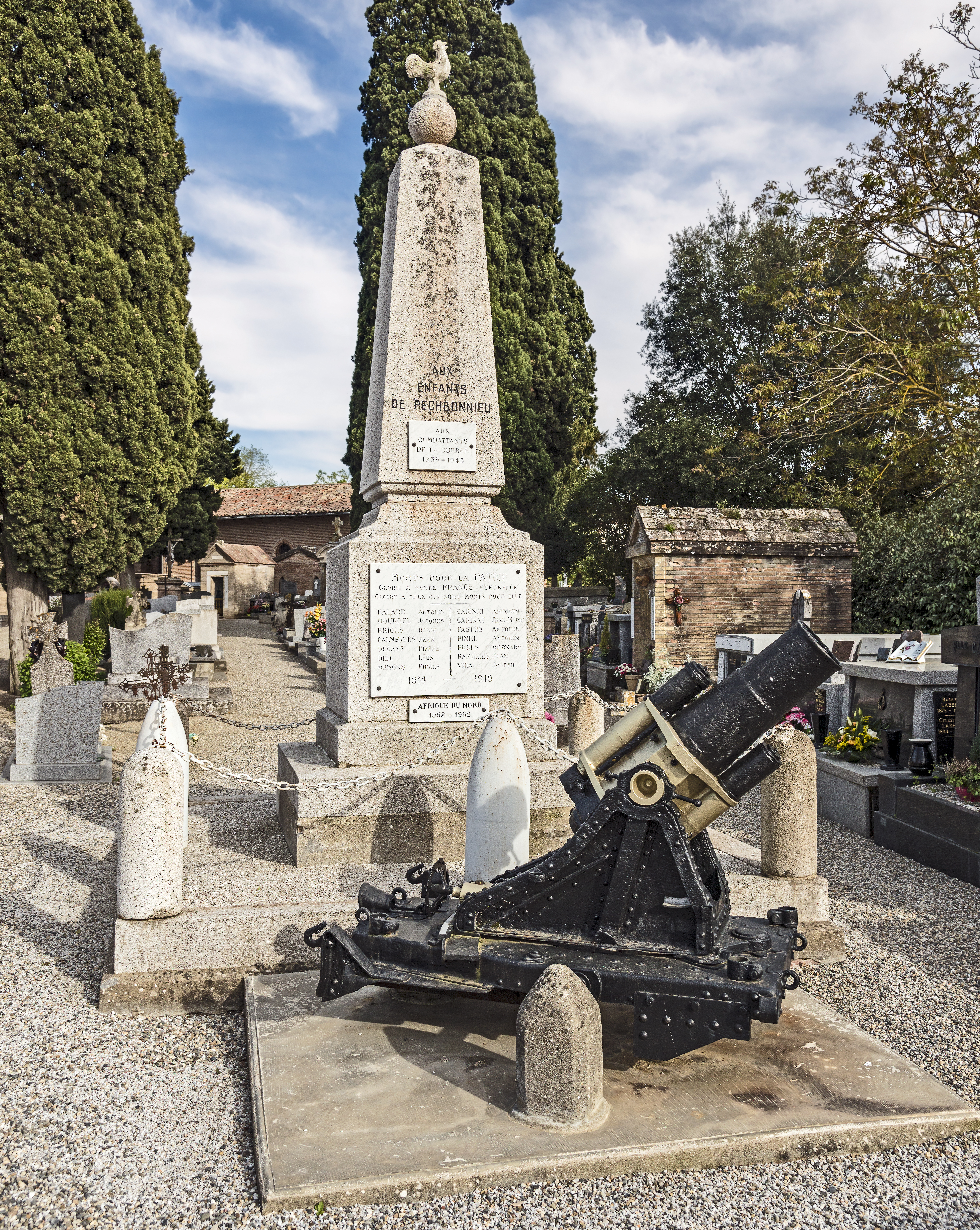
Elesettek emlékműve